# Denis Langlois
Denis Langlois (* 10. Oktober 1968 in Drancy) ist ein französischer Leichtathlet, der im Gehen erfolgreich war. Er gewann eine Bronzemedaille bei Halleneuropameisterschaften.

## Sportliche Karriere
Der 1,72 Meter große Denis Langlois startete bis 1988 für CSC Noisy Le Sec. 1989, 1990 und 1996 trat er für ES Stains an, von 1991 bis 1995 war er bei Neuilly Plaisance S. Von 1997 war er bis 2009 bei US Metro Transport in Paris. Danach ging er für Issy Avia und für den Athletic Clubs 92, hier startete er auch 2025 noch im Seniorenbereich. Er gewann den französischen Meistertitel im 20-km-Gehen erstmals 1993 und siegte dann von 1998 bis 2006. Im 50-km-Gehen war er 1998, 1999 und 2001 erfolgreich.
Langlois trug bei 13 Wettbewerben im Juniorenbereich und bei 49 Wettbewerben im Erwachsenenbereich das Nationaltrikot. 1987 bei den Junioreneuropameisterschaften in Birmingham belegte er den zehnten Platz im 10.000-Meter-Bahngehen. Seine erste Meisterschaftsteilnahme im Erwachsenenbereich absolvierte Langlois 1992 bei den Halleneuropameisterschaften in Genua. Zwei Plätze hinter seinem Landsmann Jean-Claude Corre belegte Langlois den elften Platz. 1993 bei den Weltmeisterschaften in Stuttgart kam er über 20 Kilometer nach 1:28:02 Stunden als 21. in die Wertung, bester Franzose war Jean-Olivier Brosseau auf dem 16. Platz. Im März 1994 bei den Halleneuropameisterschaften in Paris-Bercy erkämpfte Langlois die Bronzemedaille mit drei Sekunden Rückstand auf den zweitplatzierten Deutschen Ronald Weigel. Im Sommer bei den Europameisterschaften 1994 in Helsinki kam Langlois nach 1:25:12 Stunden als 15. ins Ziel, drei Plätze hinter Corre. Bei den Weltmeisterschaften 1995 in Göteborg erreichte Langlois in 1:22:21 Stunden als bester Franzose den siebten Platz. 1996 bei den Olympischen Spielen in Atlanta erreichte Langlois das Ziel als 14. in 1:23:08 Stunden. Der elftplatzierte Spanier Daniel Plaza wurde später disqualifiziert.
Im Juni 1997 bei den Mittelmeerspielen in Bari kam Langlois nach 1:45:26 Stunden als Vierter ins Ziel mit zehn Sekunden Rückstand auf den drittplatzierten Tunesier Hatem Ghoula, Gold und Silber gingen an italienische Geher. Im August bei den Weltmeisterschaften in Athen belegte Langlois in 1:25:27 Stunden den 16. Platz. 1998 bei den Europameisterschaften in Budapest wurde Langlois in 1:23:02 Stunden Siebter mit anderthalb Minuten Rückstand auf den Drittplatzierten. Bei den Weltmeisterschaften 1999 in Sevilla ging Langlois in 1:26:25 Stunden als 13. über die Ziellinie.
Bei den 2000 in Sydney startete Langlois erstmals bei einer großen Meisterschaft über die 50-Kilometer-Distanz und belegte in 3:52:56 Stunden als bester Franzose den 14. Platz. Bei den Weltmeisterschaften 2001 in Edmonton kam Langlois in 3:53:42 Stunden auf den 11. Platz, David Boulanger kam zehn Sekunden dahinter als 12. ins Ziel. Im Jahr darauf bei den Europameisterschaften in München wurde Langlois Sechster in 3:50:47 Stunden, Boulanger wurde 15. und René Piller belegte den 18. Platz. Bei den Weltmeisterschaften 2003 in Paris/Saint-Denis belegte Langlois nach 3:49:05 Stunden den zehnten Platz, einen Rang und vier Minuten vor seinem Landsmann Eddy Riva. Bei den Olympischen Spielen 2004 in Athen gab Langlois über 50 Kilometer auf. Riva wurde als 21. und Boulanger als 22. gewertet. 2005 bei den Weltmeisterschaften in Helsinki erreichte Langlois in 3:59:31 Stunden das Ziel und war als 14. einziger Franzose in der Wertung. 2006 bei den Europameisterschaften in Göteborg trat Langlois über 20 Kilometer an und wurde als bester Franzose Zehnter in 1:24:06 Stunden. Es war seine letzte große internationale Meisterschaftsteilnahme.

## Bestzeiten
- 20 km Straßengehen: 1:20:35 Stunden, 19. April 1997 in Poděbrady
- 50 km Straßengehen: 3:47,31 Stunden, 21. Mai 2005 in Miskolc